# 卡尔·阿勒特
卡尔·阿勒特（德語：Karl Aletter，1906年7月8日—1991年3月29日），德国男子赛艇运动员。他曾代表德国参加1928年和1932年夏季奥林匹克运动会赛艇比赛，其中1932年奥运会获得一枚银牌。